# Tunstall (Yorkshire de l'Est)
Pour les articles homonymes, voir Tunstall.
Tunstall est un village du Yorkshire en Angleterre, proche de la côte de la mer du Nord.
À cet endroit le risque d'érosion du littoral est un des plus forts d'Europe.

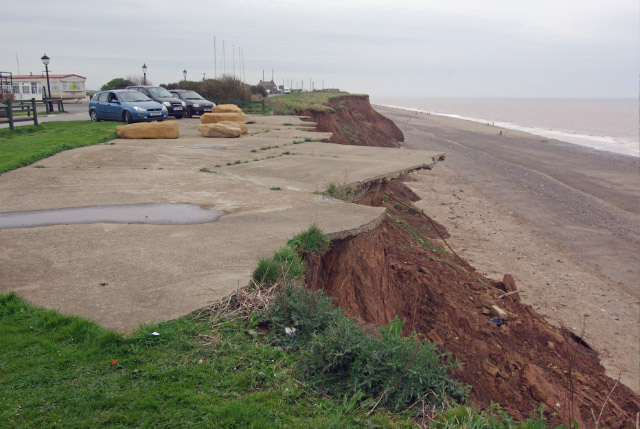
Falaises de Tunstall